# Donald Slayton
Cet article fait partie d'un « bon thème » labellisé en 2023.
Donald Kent Slayton, dit Deke Slayton, (né le 1er mars 1924 à Sparta et mort le 13 juin 1993 à League City) est un pilote de l'armée de l'air américaine, un ingénieur aéronautique et un pilote d'essai américain. Il est sélectionné comme l'un des premiers astronautes du programme Mercury de la National Aeronautics and Space Administration (NASA) : les Mercury Seven. Il devient ensuite le premier chef du Bureau des astronautes et le directeur des opérations des équipages de conduite, c'est-à-dire le responsable des affectations des équipages d'astronautes à la NASA.
Slayton rejoint les forces aériennes de l'armée américaine pendant la Seconde Guerre mondiale et combat en Europe et dans le Pacifique. Il quitte l'armée après la Seconde Guerre mondiale et obtient un diplôme en génie aéronautique de l'université du Minnesota en 1949, avant de rejoindre la Garde nationale aérienne du Minnesota. Entre-temps, il travaille pour Boeing en tant qu'ingénieur aéronautique. Il rejoint l'United States Air Force (USAF) et étudie à l'École des pilotes d'essai de l'United States Air Force en 1955. En 1959, il postule et est sélectionné comme l'un des Mercury Seven, le premier groupe d'astronautes de la NASA. Slayton, désigné pour piloter le deuxième vol spatial orbital avec un équipage américain, ne peut partir à cause d'une fibrillation atriale (un trouble du rythme cardiaque) qui lui est diagnostiquée en 1962. 
En mars 1972, il est médicalement autorisé à voler et est le pilote du module d'amarrage du projet américano-soviétique Apollo-Soyouz de 1975 (ASTP). Slayton travaille à la NASA jusqu'en 1982. Il aide également à développer la navette spatiale. Il meurt d'une tumeur du cerveau le 13 juin 1993, à l'âge de 69 ans.

## Biographie

### Enfance et jeunesse
Donald Kent Slayton naît le 1er mars 1924 dans une ferme près de Leon, dans le comté de Monro, dans le Wisconsin, à quelques kilomètres de Sparta. Il est le fils de Charles Sherman Slayton (1887-1972) et de Victoria Adelia Slayton (née Larson, 1895-1970),. Il est d'ascendance anglaise et norvégienne.
Dès son plus jeune âge, il travaille à la ferme pour élever des moutons et des vaches, ainsi que cultiver du tabac. Tout au long de l'enfance de Slayton, la maison de sa famille n'a ni électricité ni plomberie intérieure. À l'âge de cinq ans, Slayton nettoie une tondeuse à foin hippotractée lorsque son annulaire gauche est sectionné. Il fréquente une modeste école élémentaire à Leon et est diplômé du lycée de Sparta en 1942 où, au delà de ses études, il fait de la boxe, joue du trombone et est actif dans l'organisation des Future Farmers of America (FFA).

### Carrière militaire

#### Seconde Guerre mondiale

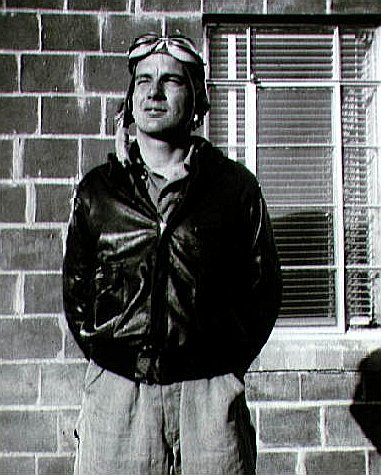
Donald Slayton lorsqu'il est cadet de l'air à Vernon.

L'attaque de Pearl Harbor en 1941 par l'empire du Japon se déroule pendant la dernière année de lycée de Slayton. S'il souhaite initialement rejoindre la marine américaine, il rejoint finalement l'armée de l'air américaine lorsqu'elle commence à accepter des diplômés de l'école secondaire pour piloter ses appareils et non uniquement des diplômés de l'université. Après avoir obtenu son diplôme, Slayton déménage à San Antonio, au Texas, et entre dans le programme de formation des cadets de l'aviation de l'armée de l'air américaine. Il est d'abord mis en retrait médicalement en raison de son annulaire coupé, mais est jugé capable de voler. Slayton commence sa formation en vol à Vernon où il s'entraîne sur le Fairchild PT-19, le PT-17 Stearman (Boeing-Stearman Model 75) et l'AT-6 Texan (North American T-6 Texan). Après trois mois d'entraînement initial, Slayton déménage à Waco pour une formation de base en vol. Il y pilote le Vultee BT-13 Valiant. Malgré le souhait de Slayton de piloter des avions de combat monomoteurs, il est sélectionné pour piloter des avions multimoteurs. Slayton commence la formation multimoteur sur le Beechcraft AT-10 Wichita, le Cessna AT-12 et le Curtis AT-9. Slayton obtient son diplôme de formation au pilotage le 22 avril 1943 et est affecté à voler sur le bombardier North American B-25 Mitchell, son dernier choix.
Slayton déménage à la base aérienne de Columbia en Caroline du Sud pour la formation de trois mois sur le B-25 Mitchell. Après avoir terminé sa formation, il est affecté au 340th Bombardment Group (futur 340th Flying Training Group (en)) et part pour le théâtre européen sur un navire depuis Newport News, en Virginie. Après une escale à Zerni, en Afrique du Nord, son convoi est envoyé à Naples, en Italie. Alors qu'il est près du détroit de Gibraltar, les navires du convoi sont attaqués par des bombardiers et des sous-marins allemands. À son arrivée à Naples, le 340th Bombardment Group effectue des missions de combat dans les Balkans. Lorsque Slayton est affecté dans cette région, une éruption du Vésuve détruit 48 avions. Ensuite, Slayton fait des missions depuis Salerne et la Corse, où son gain d'expérience lui permet de passer de copilote à pilote. Après 56 sorties de combat, Slayton retourne aux États-Unis en mai 1944.
Immédiatement après son retour à la base aérienne de Columbia pour servir d'instructeur sur B-25 Mitchell, Slayton postule et est accepté pour piloter le nouveau bombardier Douglas A-26 Invader. Il déménage à Selfridge Field (en) dans le Michigan pour s'entraîner et commence à se préparer pour un déploiement dans le Pacifique. En juillet 1945, il arrive sur l'île Okinawa et rejoint le 319th Bombardment Group. Il effectue sept missions de combat au-dessus du Japon et y rencontre peu de résistance. Slayton effectue sa dernière mission de combat le 12 août, trois jours après le bombardement atomique de Nagasaki et passe deux mois à attendre son retour aux États-Unis. Après la guerre, Slayton travaille comme instructeur de B-25 Mitchell à Albany, en Géorgie, et Boca Raton, en Floride. Il quitte l'armée en novembre 1946.

#### Après la Seconde Guerre mondiale

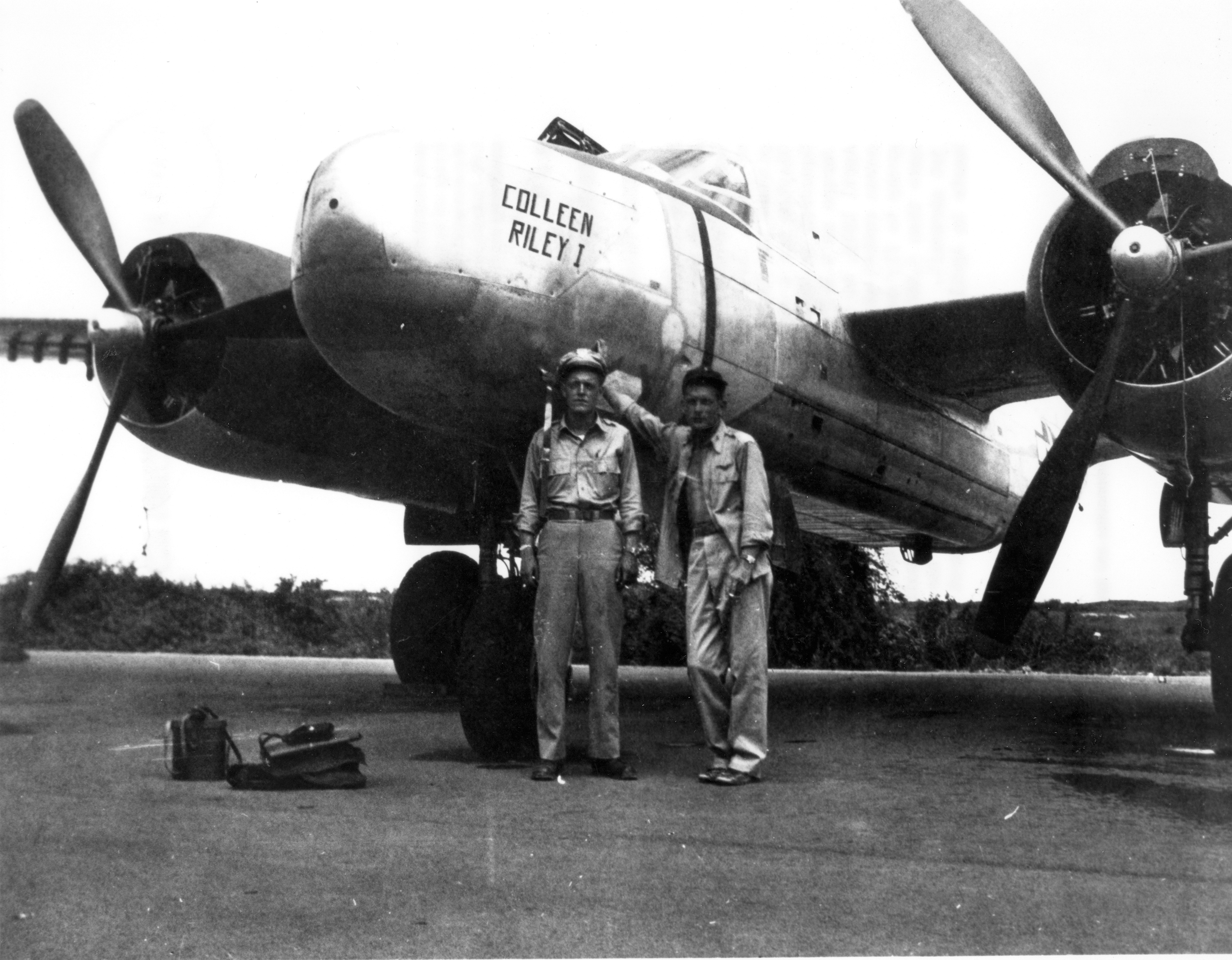
Deke Slayton (à droite) à Okinawa (août 1945) devant un bombardier A-26 Invader.

Après avoir quitté l'armée, Slayton s'inscrit à l'université du Minnesota à Minneapolis et étudie l'ingénierie aéronautique. En tant qu'étudiant, il subvient à ses besoins en utilisant la G.I. Bill qui permet aux soldats démobilisés le financement de leurs études universitaires, et en travaillant dans un entrepôt de Montgomery Ward. Il obtient un Bachelor of Science en 1949 et accepte un poste d'ingénieur chez Boeing à Seattle, dans l'État de Washington. Après son installation, Slayton vit dans une colocation et commence à travailler comme ingénieur de conception junior. Chez Boeing, il travaille sur le B-52 Stratofortress et le KC-97 Stratofreighter.
Alors qu'il est étudiant, Slayton rejoint la réserve de l'armée de l'air et est un pilote de T-6 Texan volant au départ de l'aéroport international de Minneapolis-Saint-Paul. Il passe à la Garde nationale aérienne du Minnesota, après avoir accepté une rétrogradation de capitaine à sous-lieutenant, pour lui permettre de piloter le Douglas A-26 Invader et le North American P-51 Mustang. Il quitte la Garde nationale aérienne du Minnesota lorsqu'il déménage à Seattle. Slayton tente de rejoindre une unité de réserve de l'armée de l'air à Seattle au début de la guerre de Corée, mais est rejeté au motif que son statut de réserve inactif a expiré. Il contacte son ancien commandant d'escadron au Minnesota et accepte son offre de rejoindre son ancien escadron en février 1951. À son retour, Slayton est d'abord médicalement empêché de voler pour sa vue et sert donc comme officier de maintenance en attendant son autorisation médicale, puis devient officier d'essai en vol de maintenance une fois qu'il retrouve son statut de pilote.
En 1952, Slayton est transféré de la Garde nationale aérienne à l'armée de l'air en service actif. Après la fin de ses études à l'Air Command and Staff College, il est affecté comme inspecteur de maintenance à la Twelfth Air Force sur la base aérienne de Wiesbaden (future Lucius D. Clay Kaserne) en Allemagne de l'Ouest. Il sert également comme pilote de North American F-86 Sabre et comme officier de maintenance avec la 36th Wing à la base aérienne de Bitburg, toujours en Allemagne de l'Ouest. Alors qu'il est en poste en Allemagne, il rencontre Marjorie Lunney et l'épouse le 18 mai 1955.
Au début de son affectation en Allemagne de l'Ouest, Slayton postule à l'École des pilotes d'essai de l'United States Air Force (TPS) mais n'est pas retenu au motif qu'il doit terminer son affectation actuelle de trois ans. Il présente une nouvelle demande qui est acceptée en 1955, et rejoint la classe TPS 55C. Après avoir obtenu son diplôme en décembre 1955, il devient pilote d'essai au Flight Test Center de la base aérienne Edwards en Californie. Il teste ainsi les McDonnell F-101 Voodoo, Convair F-102 Delta Dagger, Lockheed F-104 Starfighter, Republic F-105 Thunderchief et Convair F-106 Delta Dart. Il est d'abord affecté au F-102 et teste les missiles MGM-1 Matador et AIR-2 Genie, puis évalue les caractéristiques de décrochage du F-105,. En 1958, il aide à tester le premier chasseur supersonique britannique, l'English Electric Lightning.
L'origine de son surnom, « Deke », provient de cette époque où Slayton est pilote d'essai. L'un de ses collègues pilotes s'appelle également « Don », le diminutif de Donald. Afin d'éviter toute confusion dans les communications radio, Slayton se fait appeler par ses initiales, « D. K. », ce qui est finalement raccourci en « Deke ». À la différence de Buzz Aldrin par exemple, il ne change pas légalement de nom.

### Carrière à la NASA

#### Sélection comme astronaute du programme Mercury

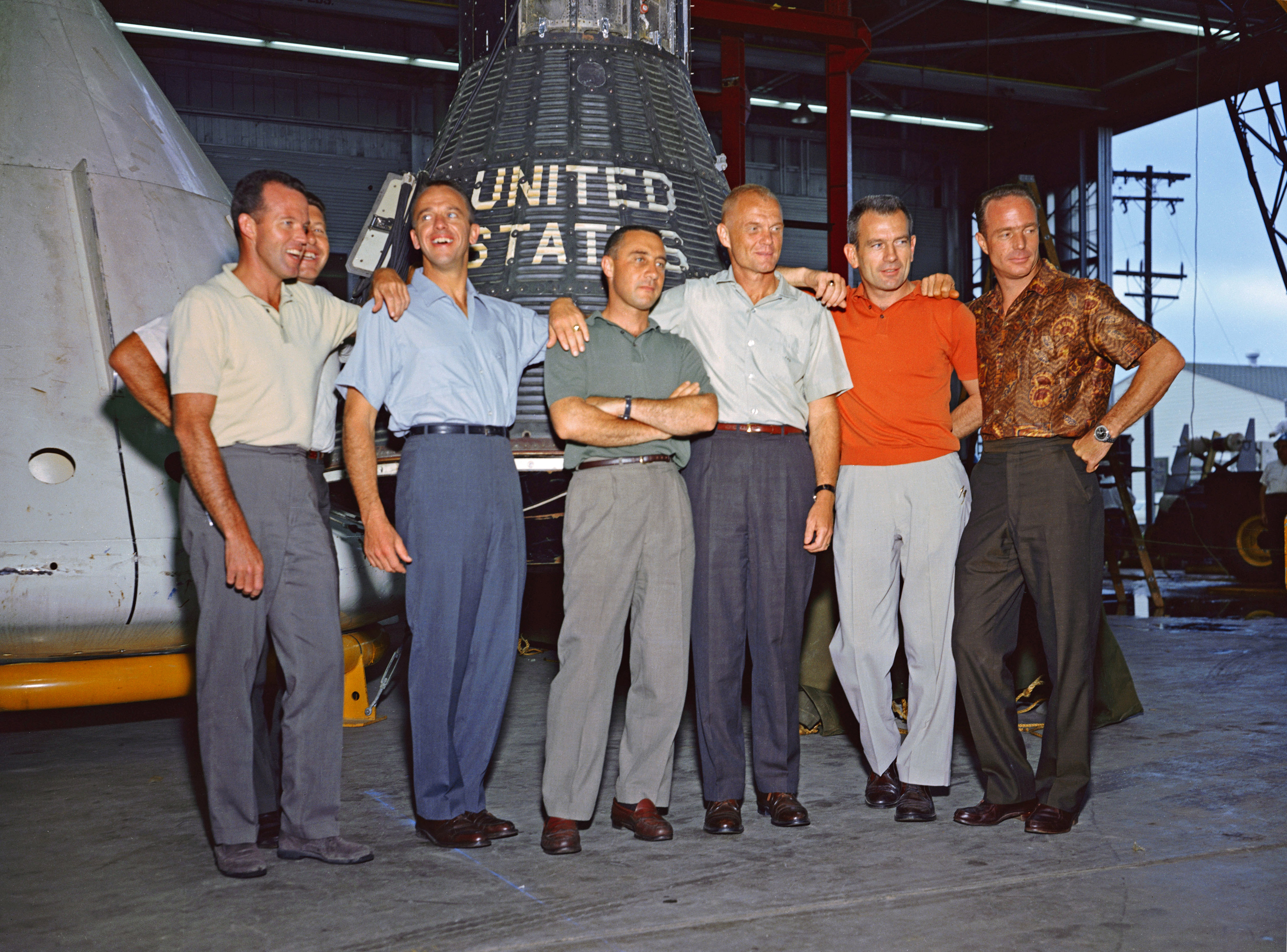
Les Mercury Seven posant devant un vaisseau spatial Mercury le 21 octobre 1963 sur une base militaire de Houston. De gauche à droite : Gordon Cooper, Walter Schirra (dit Wally Schirra), Alan Shepard, Virgil Grissom (dit Gus Grissom), John Glenn, Donald Slayton (dit Deke Slayton) et Scott Carpenter.

En janvier 1959, Slayton est sélectionné dans le premier groupe de candidats du programme Mercury de la National Aeronautics and Space Administration (NASA), le premier programme américain de vol spatial avec équipage. Malgré son manque d'intérêt initial pour les vols spatiaux, il accepte de poursuivre la sélection des astronautes. Après un premier entretien au siège temporaire de la NASA dans la Dolley Madison House à Washington, Slayton passe des tests psychologiques et physiques à la Lovelace Clinic (en) d'Albuquerque, au Nouveau-Mexique, avec les autres futurs astronautes Scott Carpenter et James Lovell (dit Jim Lovell). Le 2 avril 1959, Slayton est informé de sa sélection en tant qu'astronaute. Il déménage sa famille de la base aérienne Edwards dans un lotissement près de Fort Eustis, où il est voisin d'autres astronautes sélectionnés dans ce premier groupe (les Mercury Seven) Virgil Grissom (dit Gus Grissom) et Walter Schirra (dit Wally Schirra),.
Après avoir commencé à travailler à la NASA, Slayton est affecté au développement du lanceur Atlas LV-3B de Convair. En 1959, lors d'un stage de formation en centrifugeuse, il subit un électrocardiogramme qui révèle qu'il a une activité cardiaque erratique. Il reçoit une évaluation médicale plus approfondie à la base aérienne Brooks et reçoit un diagnostic d'une fibrillation atriale — aussi connue comme une fibrillation auriculaire — idiopathique, tout en étant considéré comme en assez bonne santé pour continuer à voler. Pendant le vol spatial orbital Mercury-Atlas 4 sans équipage, il travaille à la station de suivi située aux Bermudes. Il est sélectionné pour la deuxième mission orbitale américaine avec équipage Mercury-Atlas 7. Le 15 mars 1962, deux mois avant le lancement de celle-ci, Slayton est médicalement classé comme inapte au vol et remplacé sur la mission par Scott Carpenter,. Au départ, l'inéligibilité de Slayton ne concerne que la mission qui lui avait été assignée et il tente d'améliorer sa santé en faisant de l'exercice plus régulièrement et en s'abstenant de boire de l'alcool. La direction de la NASA détermine toutefois que Slayton est toujours à risque de fibrillation atriale et lui retire son éligibilité aux missions Mercury restantes,. Les médecins de la NASA recommandent un cathétérisme cardiaque pour déterminer s'il s'agit d'une maladie congénitale, mais la direction de la NASA rejette la proposition en raison des risques de l'opération.

#### Responsable de la sélection et de l'entrainement des astronautes

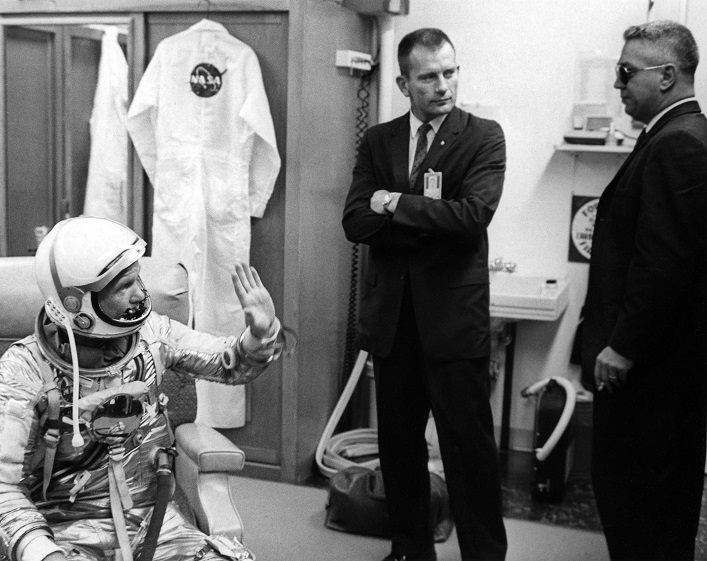
L'astronaute John Glenn, Donald Slayton (au centre) et Walter C. Williams le 20 février 1962.

Après avoir été interdit de vol par la NASA, Slayton est choisi au début de l'année 1962 pour occuper le poste de chef du Bureau des astronautes, bien que la fonction, nouvelle, n'est pas officielle. L'une de ses premières tâches est de sélectionner le groupe d'astronautes 2 (les futurs New Nine) annoncée en septembre 1962. De plus, il est chargé de faire les futures affectations d'équipage et affecte Gordon Cooper à Mercury-Atlas 9. Lors d'une restructuration administrative en octobre 1963, Slayton devient directeur adjoint des opérations de l'équipage de conduite, en plus de son travail de gestion du Bureau des astronautes. En novembre 1963, il démissionne de sa commission dans l'armée de l'air après avoir été définitivement interdit de vol et devient un employé civil pour la NASA. Après qu'Alan Shepard fut lui aussi interdit de vol en raison du diagnostic de la maladie de Menière, il remplace Slayton en tant que chef du Bureau des astronautes, tandis que Slayton continue à travailler pour les opérations de l'équipage de conduite et est promu directeur en 1966,,. Slayton continue à être responsable des affectations d'équipage et détermine les astronautes qui volent sur les missions des programmes Gemini et Apollo. Slayton créé un système de rotation d'équipage, où si un équipage est sélectionné comme équipage de réserve pour une mission, il l'est comme principal trois missions plus tard. Par exemple, l'équipage de réserve de la mission Apollo 9, en 1969, est composé de Charles Conrad (dit Pete Conrad), Richard Gordon (dit Dick Gordon) et Alan Bean deviennent l'équipage principal d'Apollo 12.
Le 27 janvier 1967, lors de l'incendie d'Apollo 1 lors d'un entraînement qui conduit à la mort de Virgil Grissom (dit Gus Grissom), Edward White et Roger B. Chaffee, Slayton est proche du complexe de lancement 34 de la base de lancement de Cap Canaveral. Il était particulièrement proche de son collègue astronaute Grissom qu'il considérait comme son « meilleur ami ». Il s'estime chanceux, car il avait envisagé de travailler pendant cette répétition à l'intérieur de la capsule Apollo pour déterminer les problèmes de communication et aurait travaillé sous les repose-pieds, où le feu a pris,.

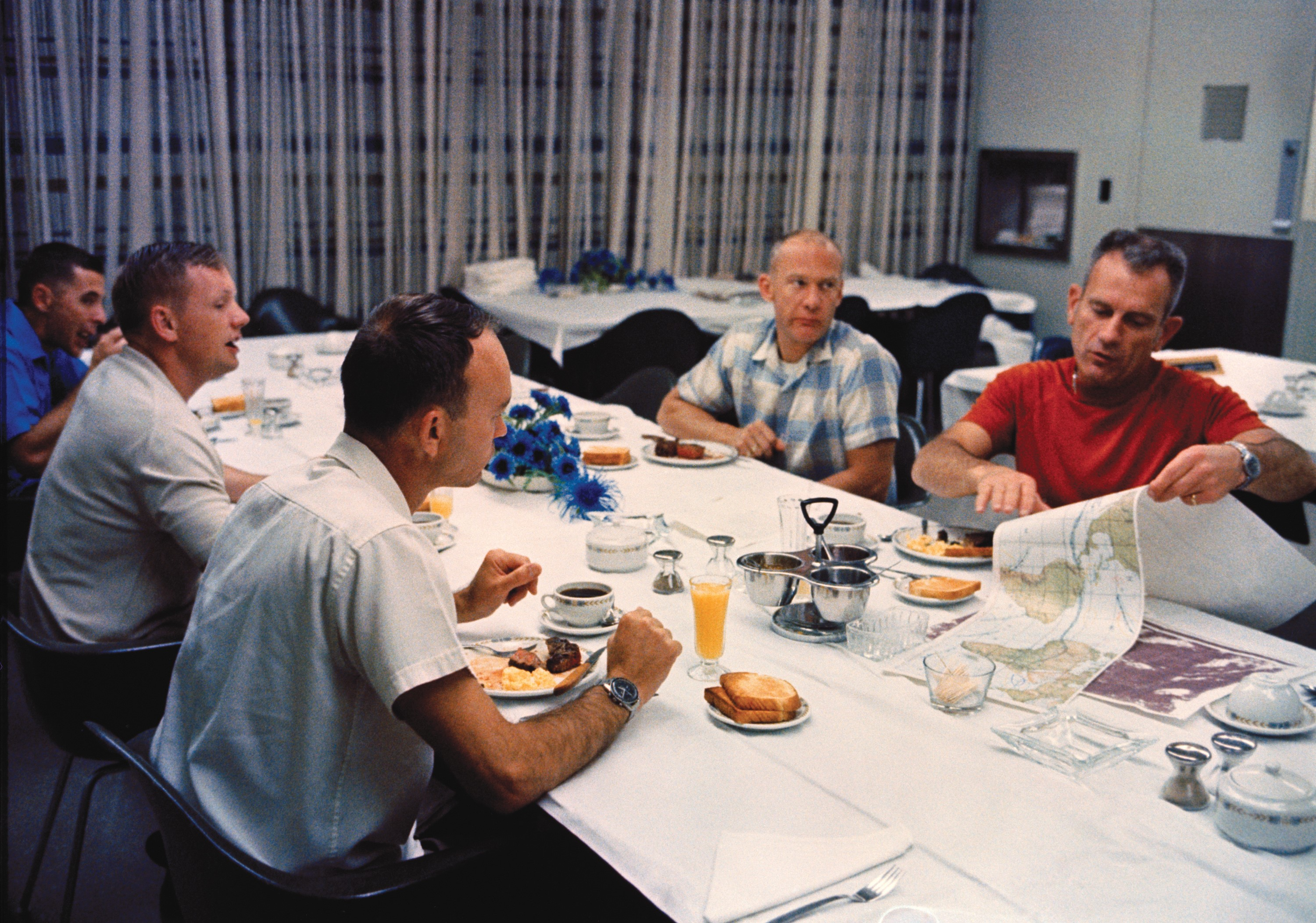
De gauche à droite : William Anders (dit Bill Anders), Neil Armstrong, Michael Collins, Buzz Aldrin et Donald Slayton lors du petit-déjeuner de pré-lancement d'Apollo 11 le 16 juillet 1969. « Deke » montre une carte qui montre probablement l'emplacement des navires de récupération ou des sites de communication à utiliser pendant les premières phases des missions.

Après l'incendie, en avril 1967, Slayton convoque une réunion des astronautes des premiers groupes sélectionnés et annonce qu'ils sont les candidats pour le premier alunissage. Slayton supervise les réaffectations d'équipage pour les prochaines missions du programme Apollo, ainsi que la sélection des astronautes des groupes 6 et 7. Pendant cette période, il continue à montrer des symptômes de fibrillation atriale. Après que l'administrateur de la NASA, James E. Webb, ait décidé qu'Apollo 8 deviendrait une mission circumlunaire (qui fera le tour de la Lune), Slayton transfère l'équipage précédent sur Apollo 9 en raison de son expérience avec le module lunaire Apollo et déplace donc l'équipage principal et de réserve d'Apollo 9 vers Apollo 8. Ce calendrier de rotation fait que l'équipage de réserve en question (Neil Armstrong, Buzz Aldrin et Michael Collins) devient l'équipage principal d'Apollo 11,. Slayton continue à affecter l'équipage pour les atterrissages lunaires restants. Slayton choisit de remplacer Ken Mattingly par Jack Swigert sur Apollo 13, après que des inquiétudes surgissent sur un possible développement de rougeole chez Mattingly pendant la mission. En 1969, il prend la décision controversée d'affecter Alan Shepard au poste de commandant d'Apollo 13, ce qui est considéré par certains astronautes comme un conflit d'intérêts en raison de la position précédente de Shepard en tant que Chef du bureau des astronautes. Shepard sera plus tard réaffecté au commandement d'Apollo 14 par le directeur du Bureau des vols spatiaux habités George Mueller, contre la volonté de Slayton, qui estime que Shepard avait besoin de temps de formation supplémentaire. Slayton participe aussi activement au sauvetage de la mission Apollo 13. Après le scandale des enveloppes postales d'Apollo 15, Slayton réaffecte l'équipage (David Scott, James Irwin et Alfred Worden) à des emplois « non volants », mettant ainsi fin à leur carrière d'astronaute. Slayton soutient le maintien de Joe Engle comme pilote du module lunaire d'Apollo 17, mais est contraint par la direction de la NASA de le remplacer par Harrison Schmitt (dit Jack Schmitt), un scientifique-astronaute,.

#### Aptitude au vol

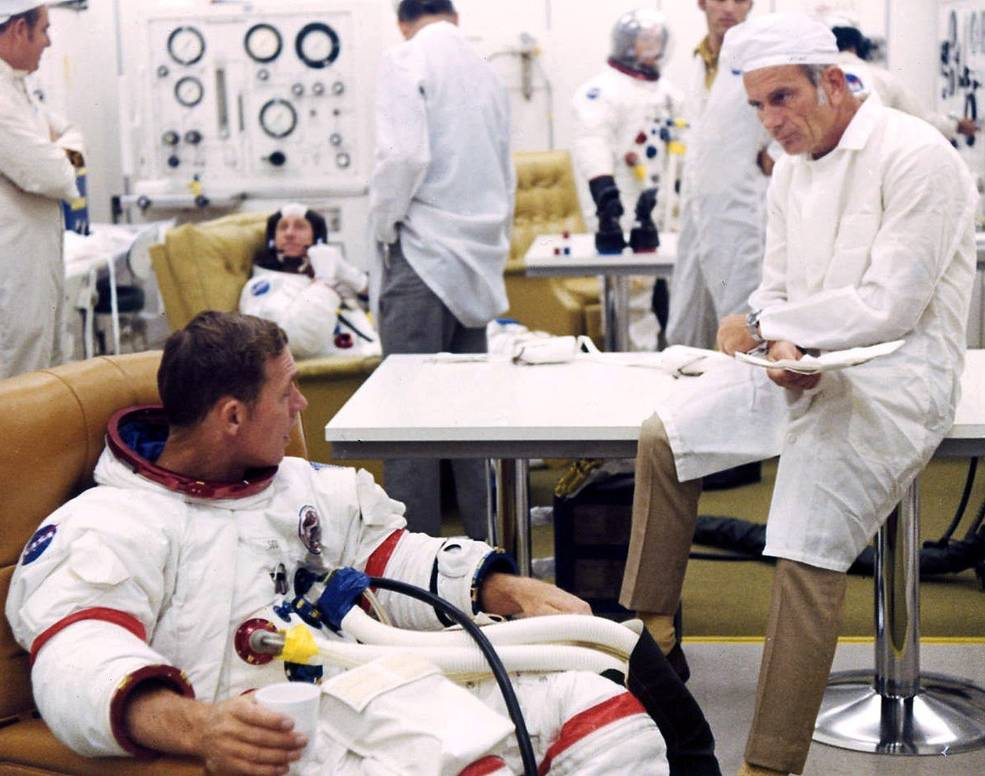
Les astronautes d'Apollo 15 David Scott (à gauche), Alfred Worden et James Irwin (en arrière plan) avec leurs combinaisons en préparation d'un entraînement le 14 juillet 1971 avec Slayton à droite.

Pendant qu'il est interdit de vol, Slayton prend plusieurs mesures pour tenter de retrouver son statut de vol, notamment en faisant régulièrement de l'exercice, en prenant des vitamines, en arrêtant de fumer des cigarettes et de boire du café et en réduisant sa consommation de boissons alcoolisées. En 1970, ses palpitations cardiaques déviennent plus fréquentes et il commence à prendre des doses quotidiennes expérimentales de quinidine, un alcaloïde cristallin. Ce traitement réussit, mais Slayton craint que la prise de médicaments ne le disqualifie toujours pour voler et il cesse d'en prendre contre les avis des médecins. Après une décennie à consulter des médecins du monde entier, en 1971, Slayton est examiné à la Mayo Clinic après une longue période sans fibrillation cardiaque et il est déterminé qu'il n'a pas de maladie coronarienne. Le 13 mars 1972, la NASA annonce que Slayton est désormais apte au vol.

#### Participation au vol Apollo-Soyouz
En février 1973, Slayton est affecté au projet d'essai Apollo-Soyouz (ASTP) — la première mission spatiale conjointe entre l'Union des républiques socialistes soviétiques (URSS) et les États-Unis — en tant que pilote de module d'amarrage, avec le commandant Thomas Stafford et le pilote de module de commande Vance Brand côté américain. Compte tenu du manque d'expérience en vol de Deke Slayton, le commandement de la mission est confié à Stafford qui effectue alors sa quatrième et dernière mission.
La mission prend la forme d'un rendez-vous spatial entre les équipages d'un vaisseau Apollo et d'un vaisseau Soyouz. L'équipage américain commence un programme de formation de deux ans, qui comprend l'apprentissage du russe et des voyages au centre d'entraînement des cosmonautes Youri-Gagarine en URSS. Slayton reste dans un rôle de direction tout au long du programme Skylab et démissionne de son poste de directeur des opérations de l'équipage de conduite en février 1974 en préparation de son prochain vol,,.

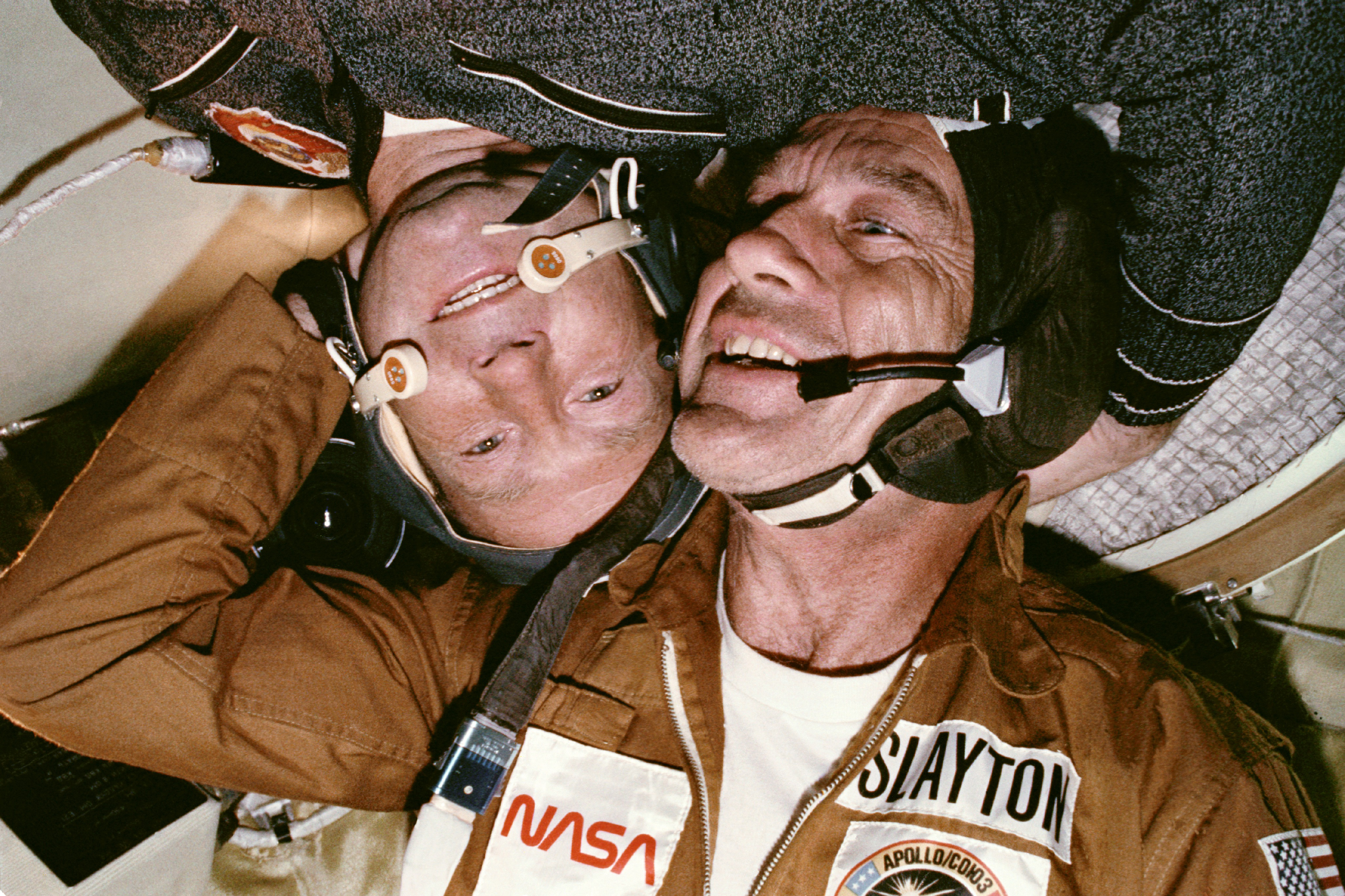
Slayton (à droite) et Leonov durant le vol Apollo-Soyouz en juillet 1975.

Les vaisseaux spatiaux Apollo et Soyouz sont tous deux lancés le 15 juillet 1975. Le 17 juillet, ces derniers se rencontrent en orbite et les astronautes américains effectuent des transferts d'équipage avec les cosmonautes Alexeï Leonov et Valeri Koubassov. À la fin du vol, un réglage erroné entraîne l'aspiration de vapeurs nocives de peroxyde d'azote provenant de moteurs du module de commande dans le poste de pilotage lors de l'atterrissage et l'équipage est hospitalisé par précaution à Honolulu, à Hawaï, pendant deux semaines. Pendant l'hospitalisation, une lésion a été découverte sur le poumon de Slayton et est retirée. Il est déterminé qu'elle est bénigne, mais qu'elle aurait probablement coûté son exclusion de la mission si elle avait été découverte avant le vol,. Âgé de 51 ans, Slayton est à l'époque l'astronaute le plus âgé,. Il séjourne dans l'espace durant 217 heures et 28 minutes.

#### Mise au point de la navette spatiale américaine

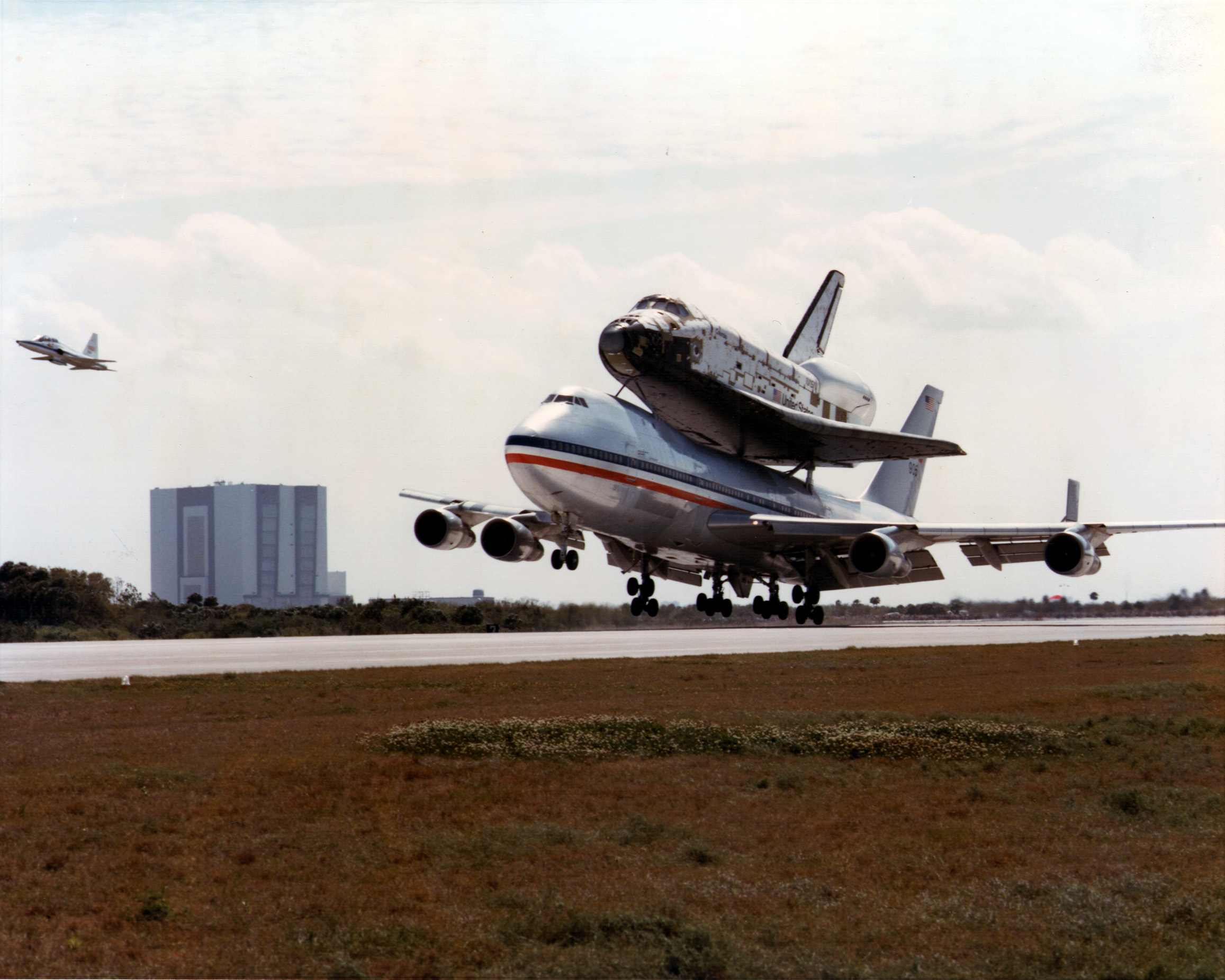
Slayton aux commandes du Northrop T-38 Talon (à l'extrême gauche) lors du retour de l'avion Boeing 747 Shuttle Carrier Aircraft (SCA) avec la navette spatiale Columbia juste avant l'atterrissage au Centre spatial Kennedy en mars 1979.

Avant le vol ASTP, Slayton est chargé par Christopher Kraft de gérer les tests d'approche et d'atterrissage de la navette spatiale américaine (ALT) du programme de la navette spatiale américaine. Un ensemble de tests et de procédures sont conçus pour la navette spatiale Enterprise et plusieurs Lockheed F-104 Starfighter et Northrop T-38 Talon sont modifiés pour entraîner les astronautes. Tout en travaillant sur la navette spatiale, Slayton participe également au développement du Shuttle Carrier Aircraft (SCA),, un Boeing 747 qui peut déplacer la navette sur de longues distances.
Le programme ALT se finit à la fin de l'année 1977 et Slayton accepte de poursuivre ses travaux avec les essais en vol orbital (OFT) de la navette spatiale. Lors de la sélection du groupe d'astronautes 8, Slayton plaide pour moins de sélection, dans l'espoir que des équipages de deux personnes effectueraient les missions régulières de déploiement de satellites. Il prend officiellement sa retraite en 1980, mais continue à jouer un rôle consultatif pour la mission STS-1 — la première de la navette spatiale — et pilote un avion de poursuite Northrop T-38 Talon lors de l'atterrissage de STS-2. Il quitte finalement la NASA le 27 février 1982 avec 7 164 heures de vol,.

### Carrière postérieure
Après sa retraite de la NASA, Slayton est président de Space Services Inc. (en), une entreprise basée à Houston pour développer des fusées pour de petites charges utiles commerciales. Il est directeur de mission pour la fusée Conestoga qui est lancée avec succès le 9 septembre 1982. C'est la première fusée financée par des fonds privés au monde à atteindre l'espace,. Slayton s'est également intéressé aux courses aériennes et est président de l'International Formula One Pylon Air Racing et directeur de Columbia Astronautics. Il siège également au Comité consultatif sur l'espace commercial du ministère des Transports (COMSTAC),.
En 1991, Slayton commence à travailler avec l'auteur Michael Cassutt pour écrire son autobiographie intitulée Deke!: U.S. Manned Space from Mercury to the Shuttle (1994). Elle est publiée un an après sa mort. Il écrit également le livre de Moon Shot: The Inside Story of America's Race to the Moon (1994) avec son collègue astronaute Alan Shepard.

### Vie privée et mort

Marge et Donald Slayton avec leur fils Kent en janvier 1974.

Slayton épousée Marjorie « Marge » Lunney (1921-1989) le 18 mai 1955. Ils ont un fils, Kent Sherman, né le 8 avril 1957. Ils divorcent en avril 1978 et Slayton déménage dans une copropriété près du centre spatial Lyndon B. Johnson. Il épouse Bobbie Belle Jones (1945–2010), qui travaille également à la NASA, en octobre 1983, et ils restent mariés jusqu'à sa mort,.
En 1992, Slayton se fait diagnostiquer une tumeur du cerveau maligne. Le 13 juin 1993, il meurt à son domicile de League City, au Texas, des suites de la maladie, à l'âge de 69 ans,.

## Postérité

### Trophées et honneurs
Pendant et après sa carrière, Donald Slayton reçoit de nombreux prix de différentes organisations. À l'armée, il est décoré de la Distinguished Flying Cross, de l'Air Medal, de l'American Campaign Medal, de l'European-African-Middle Eastern Campaign Medal, de l'Asiatic-Pacific Campaign Medal, de la World War II Victory Medal et de la National Defense Service Medal. À la NASA, il est décoré de la médaille du service distingué de la NASA, de la médaille du service exceptionnel de la NASA, de la médaille du commandement exceptionnel de la NASA et de la NASA Space Flight Medal. Il est honoré du prix Iven C. Kincheloe — comme les autres Mercury Seven — en 1963 et du prix James H. Doolittle en 1972 de la Society of Experimental Test Pilots (SETP). En 1975, il reçoit la médaille d'or de l'Institut national des sciences sociales, la médaille Richard Gottheil de la Fraternité étudiante Zeta Beta Tau et le Wright Brothers International Manned Space Flight Award. En 1976, il reçoit le Veterans of Foreign Wars National Space Award, le Heart of the Year Award de l'American Heart Association, le District 35-R Lions International American of the Year Award et le Flight Achievement Award de l'American Astronautical Society (AAS). En 1977, il reçoit la citation présidentielle spéciale de l'American Institute of Aeronautics and Astronautics (AIAA), le prix d'excellence de l'université du Minnesota et le prix du fonctionnaire de l'année de la Houston Area Federal Business Association. Slayton, avec Vance Brand et Valeri Koubassov, remportent la médaille d'or Youri Gagarine de la Fédération aéronautique internationale (FAI) en 1976. De plus, il reçoit le trophée Collier, le prix général Billy Mitchell et le prix Haley Astronautics de l'AIAA pour l'année 1978. Slayton reçoit un doctorat honorifique en sciences du Carthage College (en) en 1961 et un doctorat honorifique en ingénierie de l'université technologique du Michigan en 1965. Il est membre de la Society of Experimental Test Pilots (SETP) et de l'American Astronautical Society (AAS), ainsi que membre associé de l'American Institute of Aeronautics and Astronautics (AIAA). Il est membre de l'Experimental Aircraft Association (EAA), des Space Pioneers, de la Commemorative Air Force (CAF), de l'Ordre des Dédaliens, de la National Rifle Association of America (NRA), des Veterans of Foreign Wars (VFW) et de l'Ordre fraternel des Aigles (en). De plus, il est membre honoraire de l'American Fighter Aces Association (AFAA), de la National WWII Glider Pilots Association et de l'Association des explorateurs de l'espace.

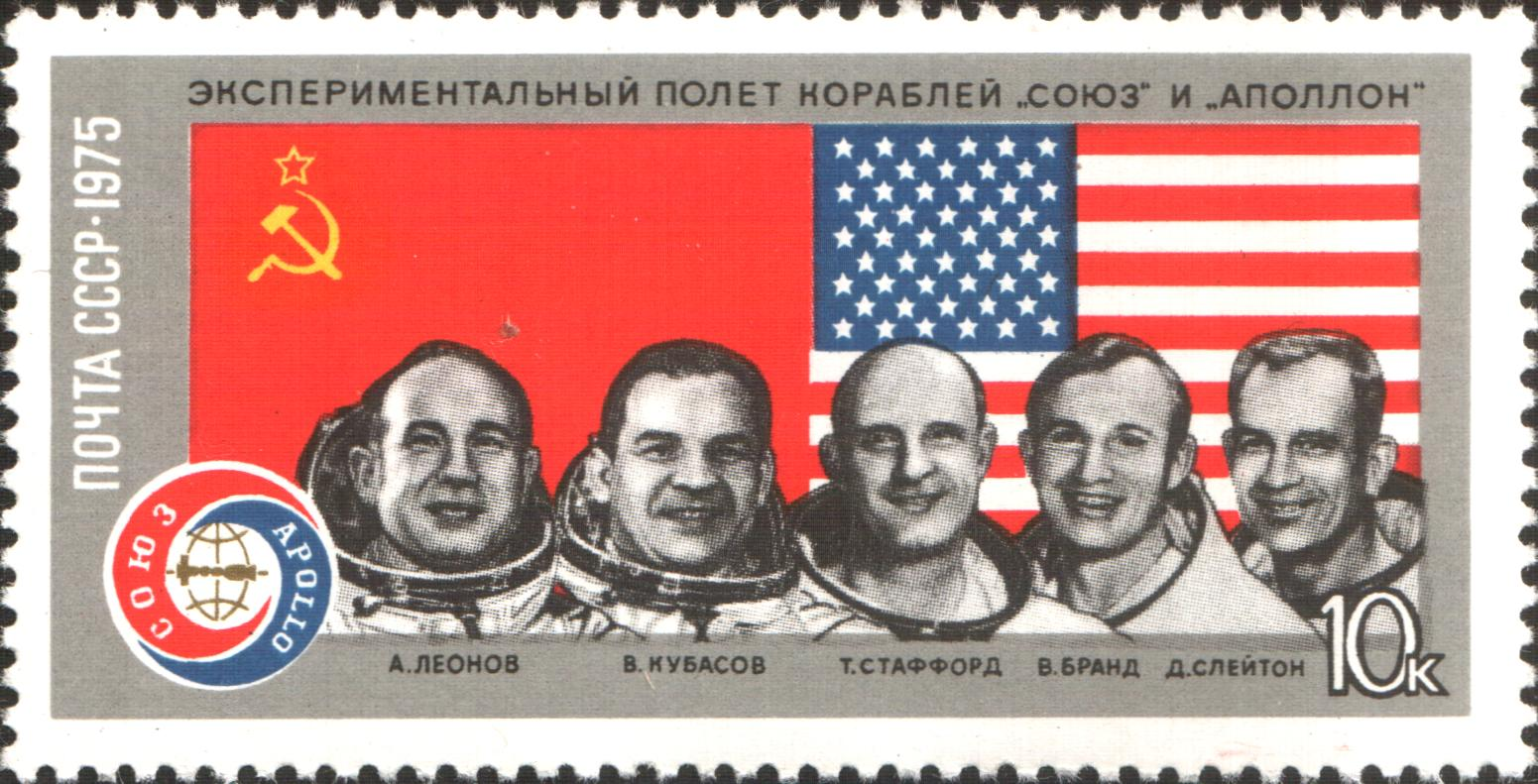
Timbre commémoratif de la mission Apollo-Soyouz de coopération américano-soviétique. Les astronautes soviétiques et américains sont visibles (Slayton est à droite), avec les drapeaux de chaque pays et l'emblème du projet.

Slayton est intronisé à l'United States Astronaut Hall of Fame le 11 mai 1990,, l'International Space Hall of Fame du musée de l'histoire spatiale du Nouveau-Mexique en 1990, le National Aviation Hall of Fame en 1996, et l'International Air & Space Hall of Fame en 2001. Le Texas Oncology-Deke Slayton Cancer Center à Webster, au Texas, est nommé en son honneur. Le principal tronçon de route de League City FM 518, toujours au Texas, est lui renommé Deke Slayton Highway. Le Deke Slayton Memorial Space & Bicycle Museum à Sparta, dans le Wisconsin, est nommé en son honneur. L'exposition qui s'y trouve et qui est consacrée à Slayton comprend sa combinaison spatiale Navy Mark IV, son prix d'ambassadeur de l'exploration et un échantillon de roche lunaire notamment. Dans la ville voisine de La Crosse, un spectacle aérien annuel, le Deke Slayton Airfest, est organisé chaque été en son honneur, mettant en vedette des avions militaires et civils anciens et modernes, en présence de conférenciers de la NASA. En 2014, le véhicule spatial Cygnus de la mission Cygnus Orb-3 (en), qui est perdu lorsque la fusée Antares explose lors de son lancement, est baptisé S.S. Deke Slayton et le véhicule spatial de la mission Cygnus OA-4 (en) est lui aussi baptisé S.S. Deke Slayton II lors de son vol vers la Station spatiale internationale (ISS) en 2015. En 2017, l'entreprise Solstar (en) et la NASA développent un projet de « Slayton Space Communicator » (SC-Slayton), un routeur commercial.

### Au cinéma et à la télévision
Bien que n'ayant effectué qu'un seul vol spatial, Deke Slayton a joué un grand rôle dans le programme spatial américain en tant que « patron » et coordinateur des astronautes. C'est pourquoi son personnage revient dans de nombreuses œuvres de fiction. Il est interprété par plusieurs acteurs au cinéma et à la télévision :
- par Scott Paulin dans L'Étoffe des héros de Philip Kaufman, d'après le récit L'Étoffe des héros de Tom Wolfe (1983)[76] ;
- par Barry Corbin (voix seulement) dans le documentaire TV Moon Shot de Kirk Wolfinger (1994) ;
- par Chris Ellis dans le film Apollo 13 de Ron Howard (1995)[77] et le documentaire IMAX du même nom la même année ;
- par Jack Conley dans le téléfilm Apollo 11 de Norberto Barba (1996)[78] ;
- par Nick Searcy dans cinq épisodes de la série télévisée De la Terre à la Lune de Tom Hanks (1998)[79] ;
- par Nigel Whitmey (en) dans le téléfilm britannique Mission Apollo 11, les premiers pas sur la Lune de Richard Dale (2009)[80] ;
- par Kenneth Mitchell dans cinq épisodes de la série télévisée The Astronaut Wives Club (2015)[81] ;
- par Evan Holtzman dans Les Figures de l'ombre de Theodore Melfi (2016)[82] ;
- par Kyle Chandler, dans le film First Man : Le Premier Homme sur la Lune, de Damien Chazelle (2018)[83] ;
- par Chris Bauer, dans la première saison de la série télévisée For All Mankind (2019)[84] ;
- par Micah Stock (en) dans la série télévisée L'Étoffe des héros, nouvelle adaptation du récit de Tom Wolfe, sur la plateforme vidéo Disney+ (2020)[85].